# Joods monument (Haarlem)
Het Joods monument in Haarlem is een gedenkteken voor de 715 Joodse slachtoffers  uit Haarlem die zijn omgekomen in concentratiekampen tijdens de Tweede Wereldoorlog. De onthulling op 23 september 2012 werd verricht door de burgemeester van Haarlem.

## Beschrijving
Het gedenkteken bestaat uit zwart granieten stenen platen ingemetseld in een muur van baksteen. In acht gedenkplaten zijn de 720 namen gegraveerd, met geboortedatum, overlijdensplaats en datum van overlijden. In het midden bevindt zich een gedenkplaat dat symbool staat voor de voormalige synagoge die op deze plaatst stond. Hierop staat het citaat 'Vanwege hen huil ik' en de tekst 'Ter nagedachtenis aan de Joodse Haarlemmers die uit hun huizen werden weggerukt, werden afgevoerd naar de vernietigingskampen en niet terugkeerden'.
De muur is ontworpen door de Nederlandse grafisch ontwerper Patrick van der Vegt.

## Locatie
Het monument staat op het Philip Frankplein achter het Hofje van Bakenes en de Toneelschuur. Op deze plaats bevond zich de voormalige synagoge van Haarlem. Het plein is vernoemd naar de rabbijn Philip Frank.

## Ontstaansgeschiedenis

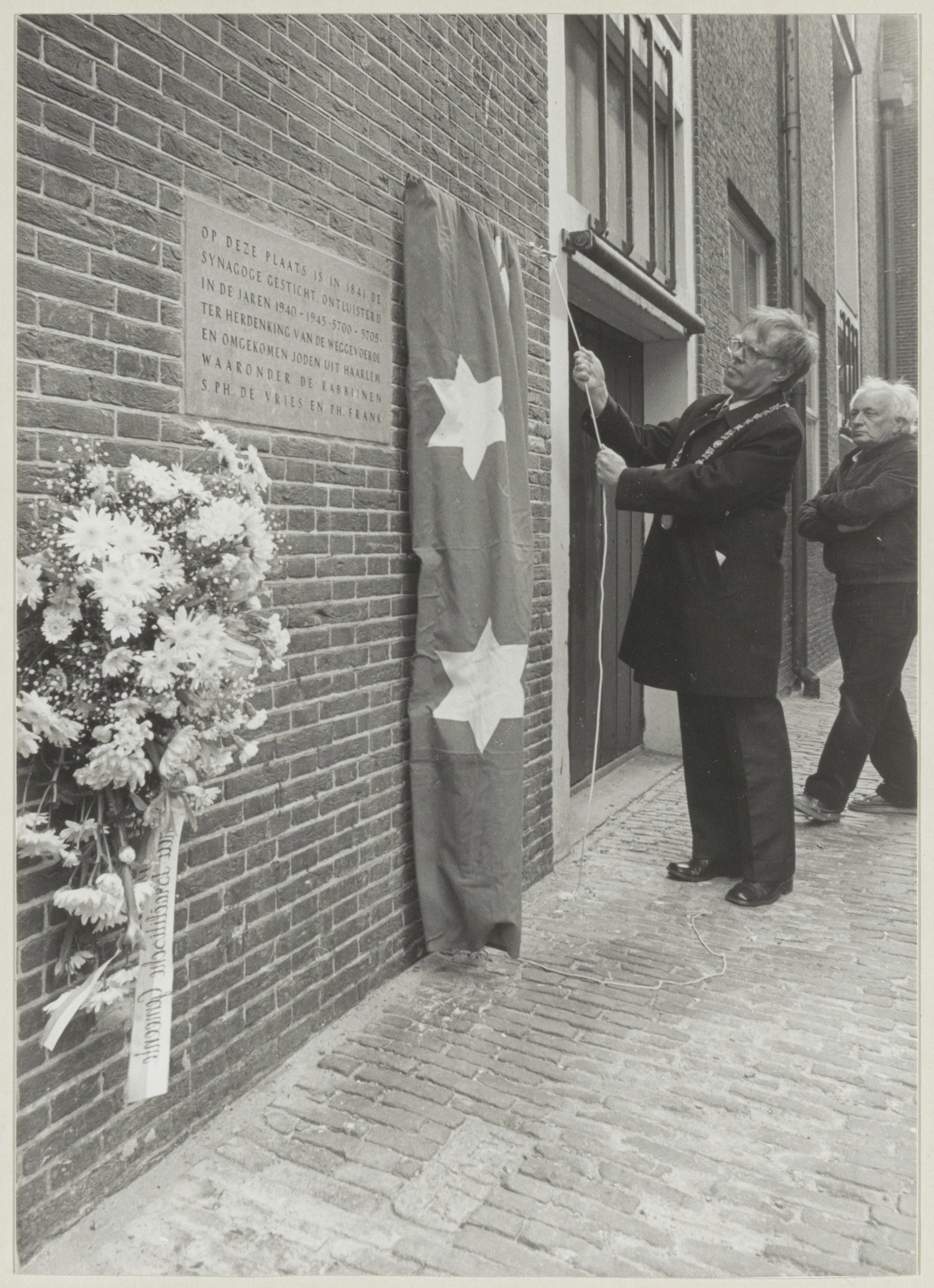
Burgemeester Reehorst onthult in 1980 een gedenkplaat

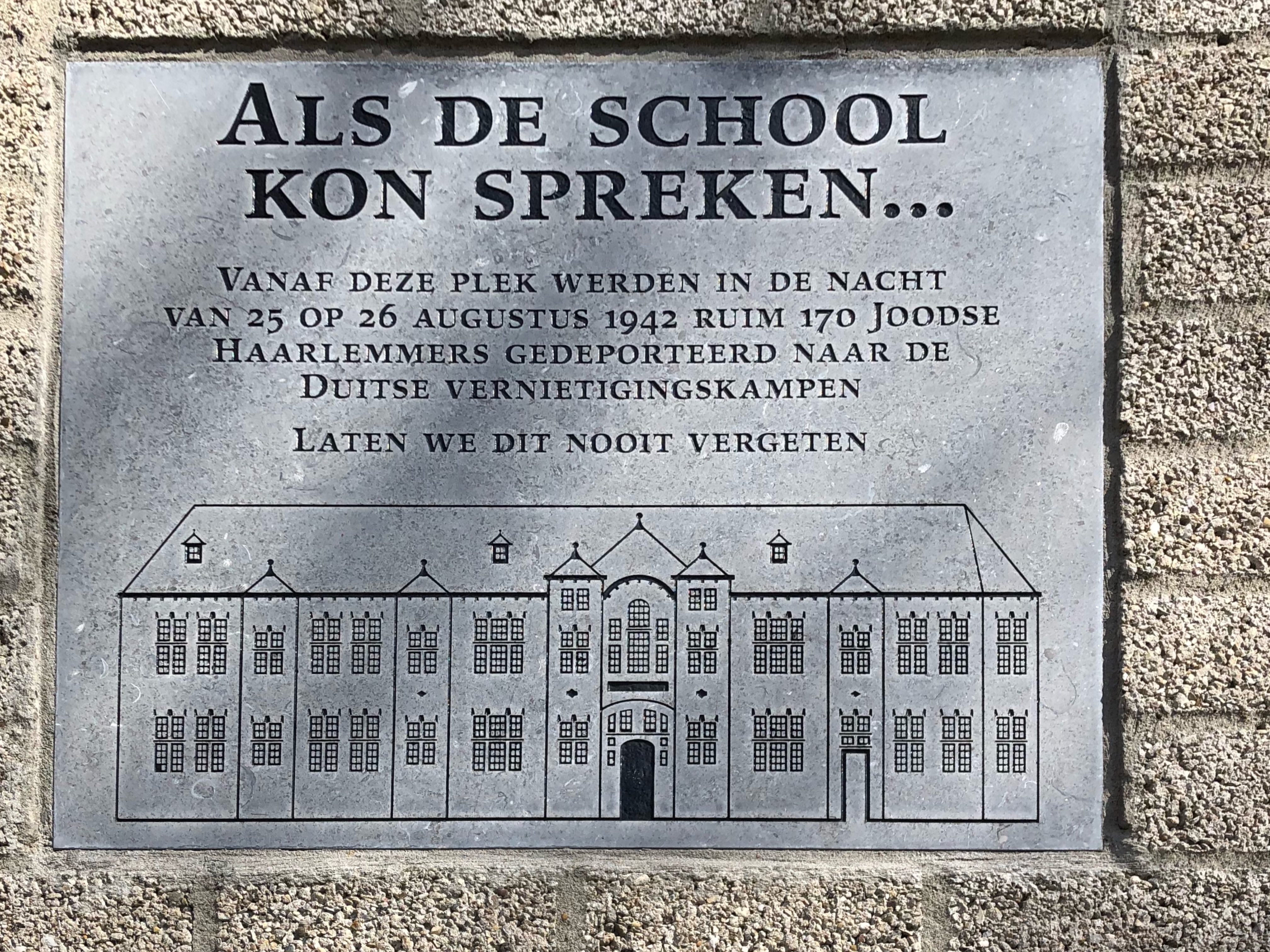
Joodse plaquette op de oude Bavoschool bij de Westergracht

In 1980 werd een gedenkplaat ingemetseld in het gebouw van de Toneelschuur ter nagedachtenis aan de synagoge en de omgekomen Joden. In 2009 is een plaquette aangebracht bij de oude Bavoschool aan de Westergracht ter herdenking van 170 Haarlemse Joden die in de nacht van 25 op 26 augustus 1942 daarvandaan werden weggevoerd naar kamp Westerbork. 650 Haarlemse Joden hadden de opdracht gekregen zich daar te melden. Er meldden zich destijds 149 personen en 30 personen werden alsnog via een razzia toegevoegd. Op 16 februari 1943 kregen de overgebleven Joden opdracht naar Amsterdam te verhuizen. Zij zouden later afgevoerd worden.
Voor de oorlog  huisvestte Haarlem 1477 Joden waarvan de helft is omgekomen. Een monument om alle 715 slachtoffers te herdenken was er echter niet. Het Joods monument ontstond na een stil protest over het ontbreken van aandacht voor de Holocaust van Chris Hahn in 2008 bij de dodenherdenking bij het verzetsmonument in Haarlem. De ontwerper Van der Vegt heeft contact opgenomen en samen hebben ze de Stichting Joods Monument Haarlem opgericht. Oorspronkelijk had men de Westergracht in gedachten, waar de eerste deportaties begonnen. De wijkraad Centrum nodigden hen uit om invulling te geven aan het Philip Frankplein waar de gemeente Haarlem op het punt stond transformatorhuisjes te plaatsen en dat uiteindelijk een passende locatie bleek. De muur is geïntegreerd in een transformatorhuisje.